# Hemileuca watsoni
Hemileuca watsoni är en fjärilsart som beskrevs av Arthur Schüssler 1934. Hemileuca watsoni ingår i släktet Hemileuca och familjen påfågelsspinnare. Inga underarter finns listade i Catalogue of Life.